# Arco di Caracalla (Theveste)

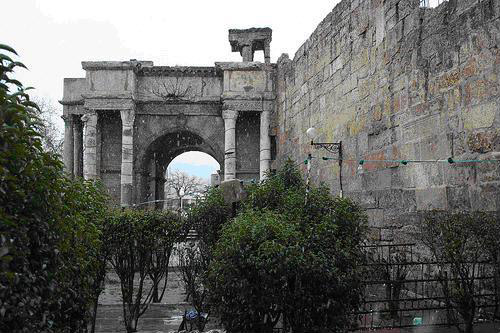
Arco di Caracalla a Theveste

L'arco di Caracalla  è un arco quadrifronte romano degli inizi del III secolo situato a  Theveste (oggi Tébessa nella provincia algerina omonima).

## Storia
L'arco fu innalzato tra il 211 e il 214 per disposizione testamentaria di Caio Cornelio Egriliano, prefetto della XIV legione, originario di Théveste. Si conosce la cifra destinata alla sua costruzione: 250.000 sesterzi.
Fu in seguito riutilizzato come porta settentrionale della cinta muraria cittadina in epoca bizantina e ne furono murate le arcate laterali e quella settentrionale, che vennero quindi liberate dal genio militare durante la colonizzazione francese. Un'iscrizione sulla tamponatura riferiva della costruzione della cinta ad opera del magister militum bizantino Salomone.

## Descrizione
Di forma quasi cubica, aveva 10,94 m di lato e di altezza fino a tutta la trabeazione. Sui piloni, ai lati dei fornici erano presenti coppie di colonne con capitelli corinzi distaccate da parete e con lesene retrostanti, sorrette da un podio da cui sporgono i loro piedistalli. La trabeazione principale sporge sopra le coppie di colonne e prosegue in rientranza sopra i fornici. Medaglioni con busti di divinità sono collocati sopra ciascuno dei fornici.
Sull'attico su tre lati sono presenti le iscrizioni di dedica all'imperatore Settimio Severo divinizzato, a Giulia Domna e a Caracalla.
Sul quarto lato è stata rimontata un'iscrizione bizantina, in origine presente nella tamponatura dei fornici.
Al centro di ogni lato la trabeazione sorreggeva un'edicola che ospitava una statua.
La ricostruzione del suo coronamento superiore è stata variamente ipotizzata dagli studiosi: secondo Meunier sarebbe stata una lanterna di forma ottagonale, nascosta alla base dalle edicole, mentre secondo altri sarebbe stata una bassa cupola. Secondo Bacchielli, le quattro edicole, collegate da balaustre, contenevano le statue di Settimio Severo, di Giulia Domna (divinizzati), di Caracalla e di Geta.